# Fusobacterium nucleatum
Fusobacterium nucleatum là một loại vi khuẩn trong khoang miệng người, gây viêm quanh răng. Chủng vi khuẩn này có sự khác nhau về hình thái khi ký sinh trong người và động vật. Vi khuẩn Fusobacterium nucleatum là thành phần chính của mảng bám nha chu do sự phong phú và khả năng kết hợp với các loài vi khuẩn khác trong khoang miệng.

## Sinh non
Nghiên cứu cho thấy bệnh nha chu do F. nucleatum gây bệnh cho trẻ sơ sinh bị sinh non ở người. Trong nhiều nghiên cứu, các tế bào F. nucleatum đã được phân lập từ nước ối, nhau thai và màng nhau của phụ nữ sinh non. Chuột thí nghiệm được tiêm  F. nucleatum trực tiếp vào máu có biểu hiện bệnh lý của nhiễm trùng giống như các quan sát trên cơ thể người. Nghiên cứu này cung cấp bằng chứng cho mối liên hệ nhân quả có thể có giữa bệnh răng miệng do F. nucleatum với những phụ nữ viêm âm đạo do vi khuẩn. Cả vi khuẩn F. nucleatum âm đạo và vi khuẩn âm đạo có liên quan đến sinh non và nhiễm trùng trong tử cung. Do đó, khi sinh non, trẻ sơ sinh có khả năng cao nhiễm trùng do F. nucleatum.

## Ung thư đại tràng
F. nucleatum có mối liên quan với ung thư đại tràng; một cơ chế đã được mô tả, theo đó F. nucleatum làm phát triển của khối u, gây ra kích ứng viêm hoặc kích thích mô đại tràng.